# منصور ابراهیم‌زاده
منصور ابراهیم‌زاده (زادهٔ ۸ خرداد ۱۳۳۵ در اصفهان)، بازیکن پیشین و مربی کنونی فوتبال، اهل ایران است. وی به همراه همسر و فرزندانش در آمریکا زندگی می‌کند.

## حضور در تیم ملی
زمانی‌که امیر قلعه‌نویی سرمربی تیم ملی فوتبال ایران بود، ابراهیم‌زاده سمت دستیاری او را بر عهده داشت، او در مسابقات جام ملت‌های آسیا ۲۰۰۷ یکی از اعضای کادر فنی تیم ملی فوتبال ایران بود. پس از برکناری امیر قلعه‌نویی از سرمربیگری تیم ملی در سال ۱۳۸۶، نام خاویر کلمنته برای رهبری تیم ملی فوتبال ایران مطرح شد و ابراهیم‌زاده نیز به عنوان دستیار او برگزیده شد.
خاویر کلمنته به ایران سفر کرد ولی به عنوان سرمربی تیم ملی فوتبال ایران انتخاب نشد و فدراسیون فوتبال ایران هدایت تیم ملی فوتبال ایران را به‌طور موقت به منصور ابراهیم‌زاده سپرد. تیم ایران با هدایت ابراهیم‌زاده در سه مسابقه سه بار مساوی کرد.

## دوران دستیاری
او به عنوان دستیار رسول کربکندی در تیم ذوب آهن مشغول به کار شد در آن زمان تیم ذوب‌آهن نایب قهرمان لیگ برتر شد. وی بار دیگر به عنوان دستیار به تیم سپاهان اصفهان بازگشت در فصل ۸۵–۱۳۸۴ که قهرمان جام حذفی شدند و در فصل ۸۶–۱۳۸۵ دستیار لوکا بوناچیچ بود که مجدداً قهرمان جام حذفی و به عنوان نایب قهرمانانی لیگ قهرمانان آسیا رسید و فصل بعد در جام باشگاه‌های جهان به همراه سپاهان شرکت کرد ولی در مرحله یک چهارم نهایی مغلوب اوراوا رد ژاپن شدند و عنوانی کسب نکرد.

## آغاز دوره سرمربی‌گری
منصور ابراهیم‌زاده در سال ۱۳۸۷ بار دیگر به تیم باشگاهی ذوب‌آهن اصفهان بازگشت این بار به عنوان سرمربی.
او در نخستین تجربهٔ حرفه‌ای خود به عنوان سرمربی، تیم ذوب‌آهن اصفهان را در حالی در فصل ۸۸–۱۳۸۷ مسابقات لیگ برتر به عنوان نایب قهرمانی رساند که تیم رقیب یعنی استقلال تهران به لطف تفاضل گل بهتر قهرمان شد. شاگردان ابراهیم‌زاده در همان فصل قهرمان جام حذفی شدند.
در فصل ۸۹–۱۳۸۸ که ابراهیم‌زاده برای دومین فصل پیاپی سرمربی‌گری تیم ذوب‌آهن را برعهده داشت، با این تیم مجدداً نایب قهرمان لیگ برتر شد و به مقام نایب قهرمانی مسابقات لیگ قهرمانان آسیا نیز دست یافت. او دو فصل دیگر نیز سرمربی‌گری ذوب‌آهن را بر عهده داشت که به ترتیب مقام سوم و ششم جدول را در این دو فصل کسب کرد.
او در فصل ۹۲–۱۳۹۱ هدایت تیم نفت تهران را بر عهده گرفت و با این تیم جایگاه پنجم لیگ برتر را کسب کرد.
در فصل ۹۳–۱۳۹۲ وی هدایت راه‌آهن را در اختیار داشت و در پایان فصل به رتبه‌ای بهتر از یازدهم نرسید.
او از خرداد ۱۳۹۳ تا آذر ۱۳۹۳ در نیم‌فصل اول ۹۴–۱۳۹۳ هدایت پیکان تهران را بر عهده داشت.
وی در فصل ۹۶–۱۳۹۵ سرمربی مس کرمان در لیگ آزادگان نیز بود.
ابراهیم‌زاده در بهمن ۱۳۹۶ به عنوان سرمربی سپاهان اصفهان انتخاب شد و تا اردیبهشت ۱۳۹۷ هدایت این تیم را بر عهده داشت.

## نایب قهرمانی لیگ قهرمانان آسیا
تیم ذوب‌آهن اصفهان به عنوان قهرمان جام حذفی فوتبال ایران در فصل ۲۰۱۰ لیگ قهرمانان آسیا حضور یافت.
ذوب‌آهن با غلبه بر تیم الهلال توانست برای اولین بار به دیدار پایانی این مسابقات صعود کند؛ که در دیدار پایانی نتوانست پس از ۱۸ سال جام قهرمانی آسیا را برای یک تیم ایرانی بدست آورد و بانتیجهٔ ۳ بر ۱ مغلوب تیم کره‌ای سئونگنام شد. او همچنین در این سال کاندیدای انتخاب به عنوان بهترین مربی جهان شد.
این نایب قهرمانی در حالی بود که تیم ذوب‌آهن اصفهان ستارگان زیادی در اختیار نداشت. همین موضوع سبب شد تا بسیاری عملکرد منصور ابراهیم‌زاده به عنوان سرمربی را ستایش کنند. تیم او توانسته بود تیم بنیادکار تحت هدایت مربی سرشناس فیلیپه اسکولاری را با تمام ستارگانش از جمله ریوالدو، جپاروف، دنیلسون و… را دو بار شکست دهد.
او در مسیر نایب قهرمانی تیم‌های قدرتمندی چون بنیادکار ازبکستان، الاتحاد عربستان، پوهانگ استیلرز کره جنوبی (مدافع عنوان قهرمانی) و الهلال را از پیش رو برداشت.

## افتخارات سرمربی‌گری
باشگاهی
- لیگ برتر
- نایب قهرمانی در لیگ برتر ۸۸–۱۳۸۷ به همراه تیم ذوب‌آهن اصفهان
- نایب قهرمانی در لیگ برتر ۸۹–۱۳۸۸ به همراه تیم ذوب‌آهن اصفهان
- مقام سومی در لیگ برتر ۹۰–۱۳۸۹ به همراه تیم ذوب‌آهن اصفهان
- قهرمانی در جام حذفی ۸۸–۱۳۸۷ به همراه تیم ذوب‌آهن اصفهان
- لیگ قهرمانان آسیا
- نایب قهرمانی در لیگ قهرمانان آسیا ۲۰۱۰ به همراه تیم ذوب‌آهن اصفهان

فردی
- بهترین مربی قرن ۲۱ ایران از دید فدراسیون بین‌المللی تاریخ و آمار فوتبال (IFFHS)
- بهترین مربی ۱۰ سال اول قرن ۲۱ آسیا از دید فدراسیون بین‌المللی تاریخ و آمار فوتبال (IFFHS)
- شانزدهمین مربی برتر دنیا در سال ۲۰۱۰ از دید فدراسیون بین‌المللی تاریخ و آمار فوتبال (IFFHS)
- نامزد بهترین مربی جهان در سال ۲۰۱۰ از دید فدراسیون فوتبال fifa